# Ютика-авеню (линия Фултон-стрит, Ай-эн-ди)
|     |   |   |     |     |   |   |     |
| · л | · | · | · э | · э | · | · | · л |

|     |   |   |     |     |   |   |     |
| · л | · | · | · э | · э | · | · | · л |

«Ютика-авеню» (англ. Utica Avenue) — станция Нью-Йоркского метрополитена, расположенная на линии Фултон-стрит, Ай-эн-ди. Станция находится в Бруклине, в районе Бедфорд-Стайвесант, на пересечении Ютика-авеню и Фултон-стрит. На станции останавливаются маршруты A (круглосуточно) и C (круглосуточно, кроме ночи). Экспресс-пути используются маршрутом A (круглосуточно, кроме ночи). Локальные пути используются маршрутами A (ночью) и C (круглосуточно, кроме ночи).
Станция представлена четырьмя путями и двумя островными платформами. Станция отделана в бордовых тонах. На стенах располагаются мозаики с названием станции.
Станция имеет два выхода, расположенные с противоположных концов каждой из платформ. Турникетные павильоны расположены в мезонине выше. Благодаря такому расположению турникетов существует возможность бесплатного перехода между платформами. Основной выход — восточный, он ведёт к Ютика-авеню, в честь которой и названа станция. Второй выход — западный — приводит к перекрестку Стайвесант-авеню с Фултон-стрит.
С востока от платформ образуется пятый путь, располагающийся между центральными экспресс-путями. Этот путь предназначен для оборота или отстоя составов. Сейчас в постоянной работе путь не используется — только в периоды сбоев в движении поездов, хотя раньше служил оборотным тупиком для поездов. Он вмещает несколько составов и продолжается до следующей станции — Ralph Avenue, где сливается с экспресс-путями. Точно такой же путь имеется на Times Square и используется для оборота поездов 3 в ночное время.

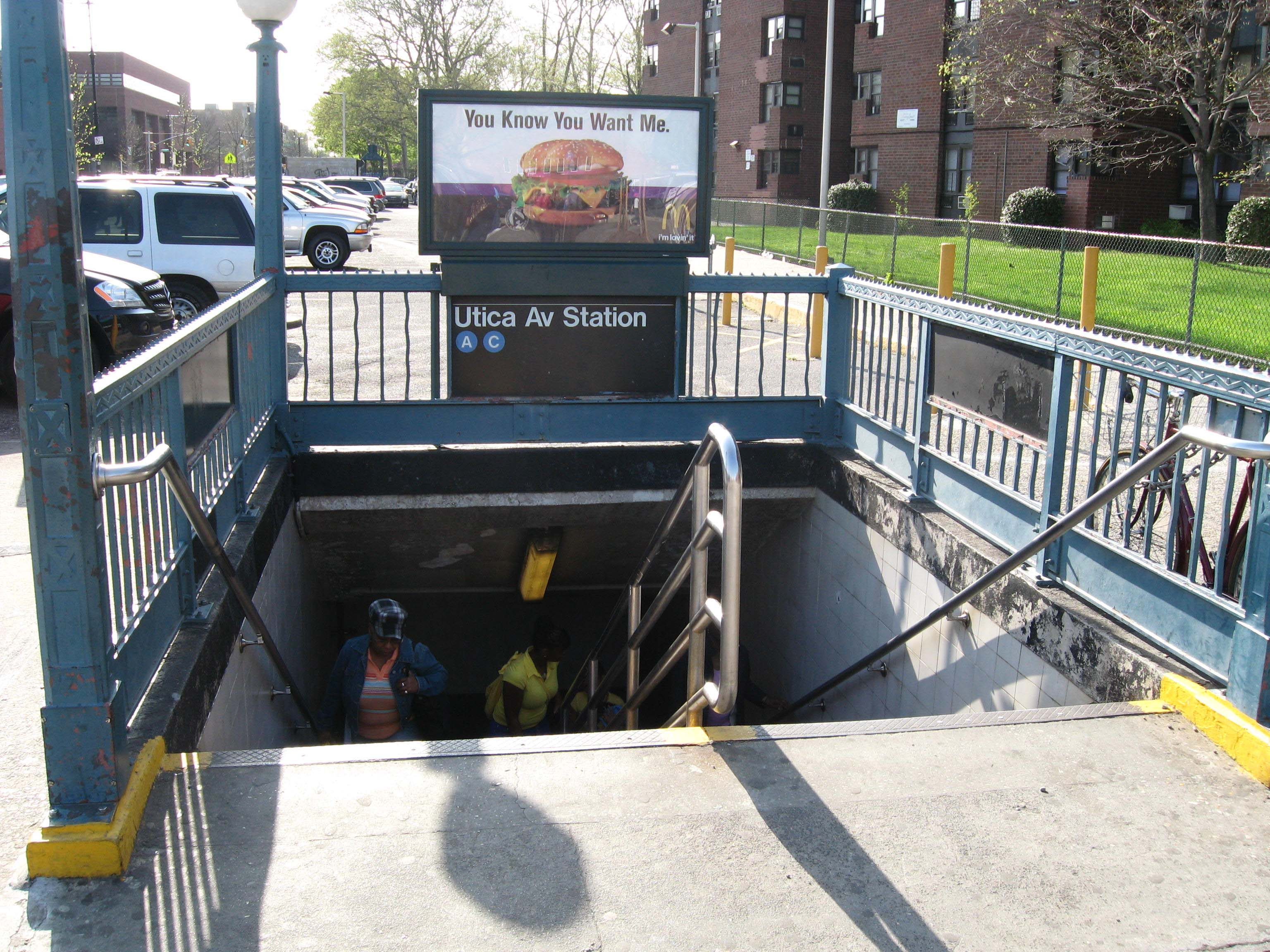
Вход на станцию